# Molliens-Dreuil
 Molliens-Dreuil  es una comuna y población de Francia, en la región de Picardía, departamento de Somme, en el distrito de Amiens. Es la cabecera del cantón de su nombre.
Su población en el censo de 1999 era de 830 habitantes, incluyendo la commune associée de Dreuil-lès-Molliens (67 habitantes).
Está integrada en la Communauté de communes du Sud-Ouest Amiénois .

## Demografía
| 562 | 555 | 582 | 789 | 878 | 830 |
| Para los censos de 1962 a 1999 la población legal corresponde a la población sin duplicidades (Fuente: INSEE [Consultar]) |     |     |     |     |     |